# Jan Andrew

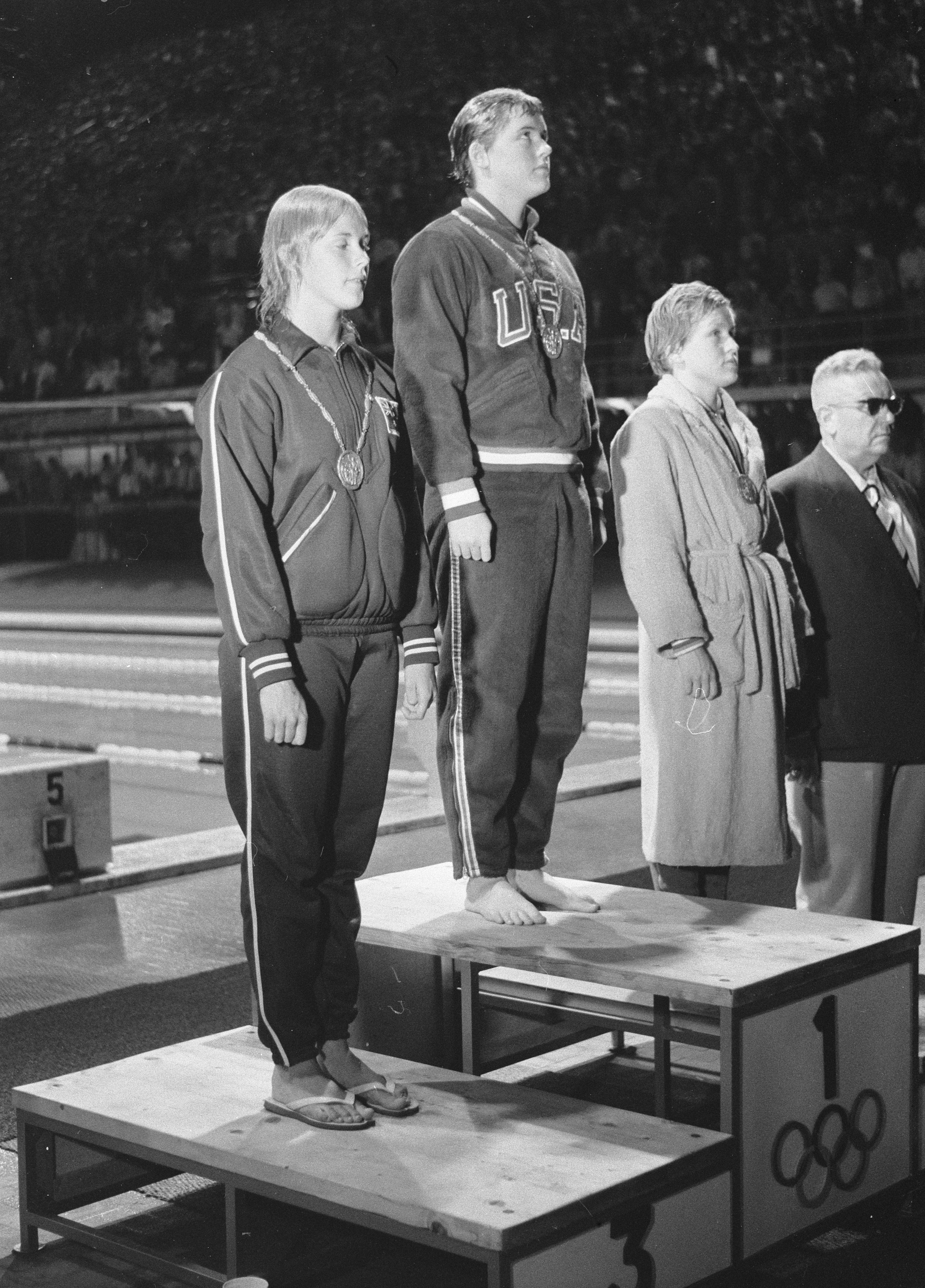
Von links nach rechts: Jan Andrew, Carolyn Schuler, Marianne Heemskerk bei der Siegerehrung 1960 in Rom

Janice „Jan“ Andrew, verheiratete Thornett (* 25. November 1943 in Lindfield, New South Wales). ist eine ehemalige australische Schwimmerin. Sie gewann bei den Olympischen Spielen 1960 in Rom eine Silbermedaille mit der 4-mal-100-Meter-Lagenstaffel und eine Bronzemedaille im 100-Meter-Schmetterlingsschwimmen.

## Sportliche Karriere
Jan Andrew startete bei den olympischen Schwimmwettbewerben in Rom zunächst über 100 Meter Schmetterling. Im Vorlauf schwamm sie in 1:10,3 Minuten die zweitschnellste Zeit, nur Carolyn Schuler aus den Vereinigten Staaten schlug eher an. Im Finale konnten sich nur Schuler und die Niederländerin Marianne Heemskerk gegenüber dem Vorlauf steigern. Jan Andrew gewann in 1:12,2 Minuten die Bronzemedaille. Als nächster Wettbewerb wurde die Lagenstaffel ausgetragen. Gerganiya Beckitt, Rosemary Lassig, Jan Andrew und Ilsa Konrads qualifizierten sich als Vierte ihres Vorlaufs für das Finale. Im Endlauf schwammen dann Marilyn Wilson, Rosemary Lassig, Jan Andrew und Dawn Fraser und verbesserten die Vorlaufzeit um fast zehn Sekunden. Es siegte die Staffel aus den Vereinigten Staaten in Weltrekordzeit, mit 4,8 Sekunden Rückstand gewannen die Australierinnen die Silbermedaille vor den nahezu zeitgleich ins Ziel kommenden Staffeln aus Deutschland und aus den Niederlanden. Medaillen für Einsätze in Vorläufen gab es 1960 noch nicht.
Im April 1961 verbesserte Jan Andrew in Tokio den anderthalb Jahre alten Weltrekord über 100 Meter Schmetterling von Nancy Ramey aus den Vereinigten Staaten um zwei Zehntelsekunden auf 1:08,9 Minuten. Im August 1961 wurde ihr Weltrekord von der Kanadierin Mary Stewart unterboten.